# Bargème
 Bargème  es una población y comuna francesa, en la región de Provenza-Alpes-Costa Azul, departamento de Var, en el distrito de Draguignan y cantón de Comps-sur-Artuby.

## Demografía
| 58 | 61 | 77 | 74 | 85 | 115 |
| Para los censos de 1962 a 1999 la población legal corresponde a la población sin duplicidades (Fuente: INSEE [Consultar]) |    |    |    |    |     |